# Strumento dei passaggi

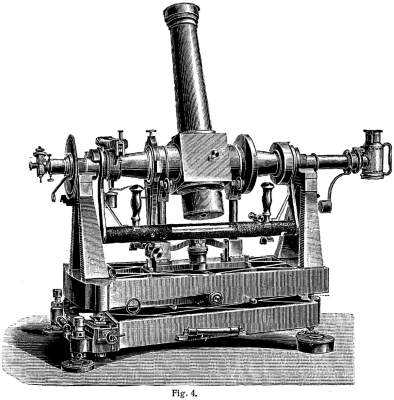
Illustrazione di uno strumento dei passaggi

Fino all'invenzione degli orologi atomici la precisa determinazione dell'ora era affidata agli astronomi di tutto il mondo: lo strumento dei passaggi è in grado di dare un'informazione dell'ora con una relativa precisione.
Questo strumento sfrutta il principio dell'orologio siderale tale per cui se si conoscono le coordinate celesti di una stella, definite dall'ascensione retta e dalla declinazione, si può determinare l'ora siderale quando la stella presa in esame passa al meridiano locale. Analogamente si può determinare l'inverso.

## Componenti

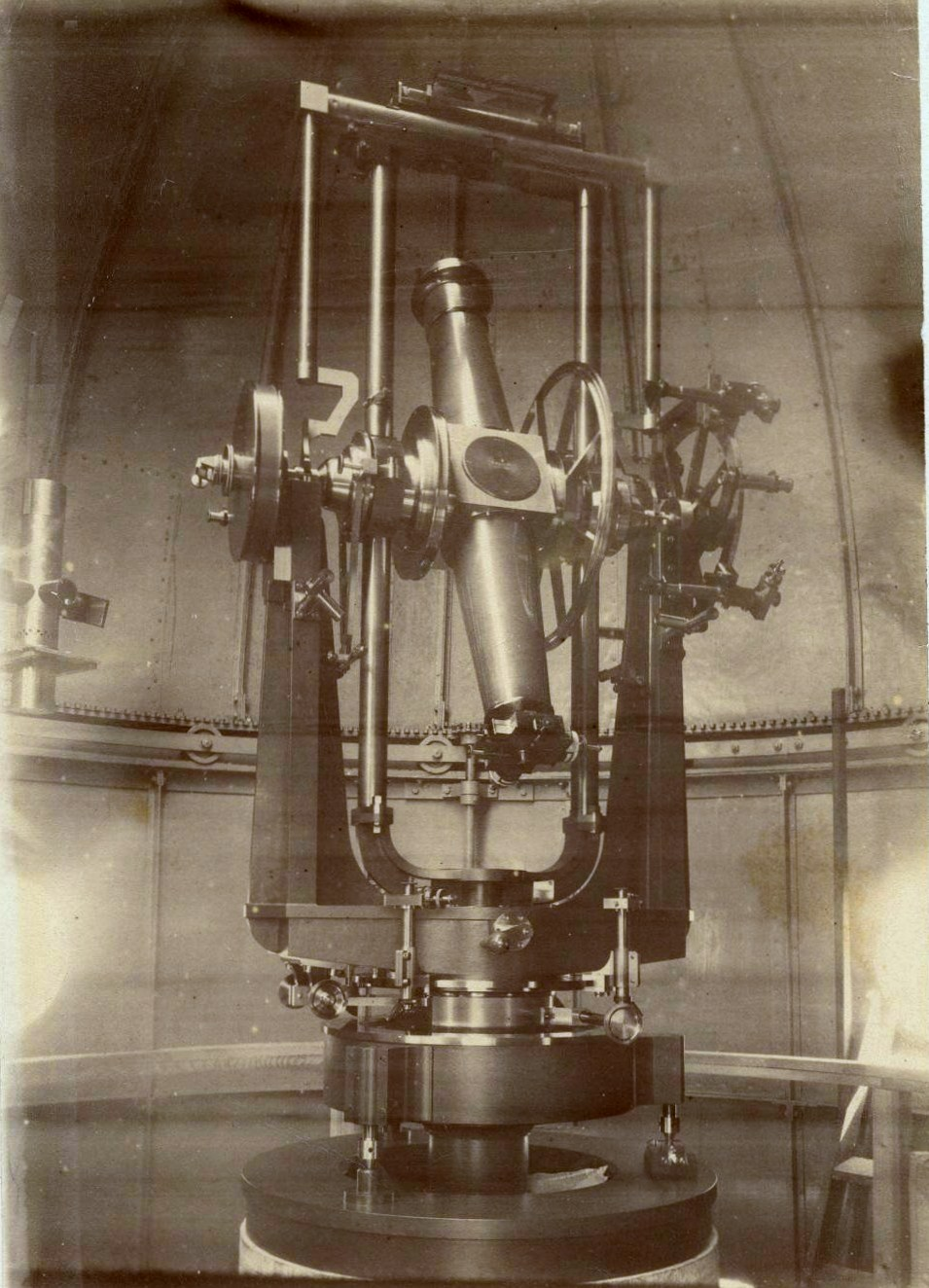
Strumento dei passaggi (Observatoire de Besançon)

Lo strumento dei passaggi si è evoluto nella storia ma le componenti base sono rimaste:
Un cannocchiale
In grado di ruotare intorno a un asse rigorosamente orizzontale, con questo strumento si puntava ed osservava la stella presa in esame; dapprima questo era costituito da un unico blocco lineare ma poi, per esigenze di spazio e praticità per l'osservatore, si adottò uno strumento il cui cammino ottico si inclina di 90° grazie ad un prisma retto.
Un oculare
Dotato di un reticolo di fili verticali, questo oggetto era usato per vedere lo spostamento della stella in esame.
Un basamento
I primi strumenti dei passaggi venivano fissati al muro, ma questi vennero sostituiti con nuovi strumenti "portatili" con un basamento in marmo di circa mille chili, per una maggiore stabilità e praticità.
Un micrometro impersonale
Questo particolare apparecchio fu introdotto in un secondo momento da Johann Adolf (Hans) Repsold nel 1890, per ovviare all'errore umano nell'osservazione. In breve, consiste in un filo verticale che si può muovere nell'oculare grazie una vite micrometrica. Seguendo il moto della stella col filo, la vite micrometrica chiude a distanze stabilite dei contatti di un cronografo registratore che poteva segnare su di una carta i tempi presi da un orologio siderale.

## Il suo funzionamento
Dato che devo osservare una stella mentre passa al meridiano, lo strumento deve essere libero di muoversi in direzione nord-sud, i primi modelli fissati al muro venivano ancorati al sostegno in modo da rendere un orientamento il più preciso possibile. Nei modelli successivi bisognava impostare l'orientamento manualmente.
All'interno dell'obbiettivo, prima del micrometro impersonale, si annotava preventivamente il tempo (ora e minuto) segnato sull'orologio siderale, di quando la stella si avvicinava al filo. Si contavano successivamente i secondi scanditi dall'orologio osservando il passaggio della stella sui fili del reticolo. In questo modo, determinando gli istanti che intercorrevano tra i due fili a distanza nota, si riusciva a stimare anche un tempo molto breve, come la frazione del secondo.

## Cerchio meridiano

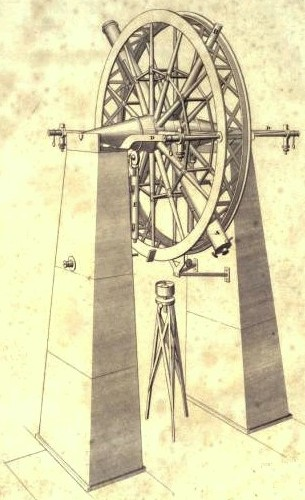
Illustrazione di un Cerchio meridiano

Nello strumento dei passaggi l'asse orizzontale del cannocchiale può ruotare intorno a un asse verticale. Nello strumento detto cerchio meridiano l'asse orizzontale è fissato stabilmente in direzione est-ovest.